# Héctor Carabalí
Héctor Carabalí (Guayaquil, 15 februari 1972) is een voormalig Ecuadoraans profvoetballer, die speelde als middenvelder. Hij kwam onder meer uit voor Barcelona SC, Deportivo Quito en São Paulo FC.

## Interlandcarrière
Onder leiding van de Montenegrijnse bondscoach Dušan Drašković maakte Carabalí zijn debuut voor Ecuador op 24 mei 1992 in de vriendschappelijke wedstrijd tegen Guatemala, die eindigde in een 1-1 gelijkspel. Andere debutanten namens Ecuador in die wedstrijd waren doelman Jacinto Espinoza, Dannes Coronel, Iván Hurtado, Cléber Chalá, Oswaldo de la Cruz, Diego Herrera en doelpuntenmaker Eduardo Hurtado. Carabalí speelde in totaal 58 interlands en scoorde twee keer voor zijn vaderland. Hij nam met Ecuador viermaal deel aan de strijd om de Copa América (1993, 1995, 1997 en 1999).

## Erelijst
Barcelona SC
- Campeonato Ecuatoriano

1991, 1995, 1997